# Keil
Keil是安謀控股的德国软件子公司。它由Günter和Reinhard Keil于1982年创立，最初是德国的一个民事合伙公司。1985年4月改为Keil Elektronik GmbH，以销售许多芯片厂商提供的开发工具的附加产品。Keil是第一家专门为英特爾8051单片机从零开始设计C语言编译器实现的公司。
Keil提供了广泛的开发工具，包括ANSI C编译器、巨集汇编器、调试器和仿真器、链接器、集成开发环境、包管理器、实时操作系统（目前为RTX5）和超过8500种设备的评估板。